# Аная Монтес, Мелида
Ме́лида Ана́я Мо́нтес (исп. Mélida Anaya Montes, псевдоним — Ana María, 17 мая 1929 — 6 апреля 1983, Манагуа, Никарагуа) — сальвадорская революционерка, одна из основателей Народных сил освобождения имени Фарабундо Марти, вторая в командовании Фронта национального освобождения имени Фарабундо Марти.

## Биография
Родилась в селении Тексакиангос, её отец был подёнщиком на кофейной плантации.
После окончания местной двухлетней начальной школы продолжила образование. После переезда к дальнему родственнику в Сан-Сальвадор закончила педагогическое училище и в 1943 году — получила право на преподавание в младших классах. Начала работать в сельской школе департамента Ла-Пас.
Позднее закончила высшую педагогическую школу, стала в ней заместителем ректора и вступила в ассоциацию учителей средних школ столицы.
В 1950е годы участвовала в борьбе за повышение заработной платы школьным учителям, а также выступала за создание ассоциации, объединяющей всех учителей страны.
В 1970е годы защитила диссертацию и получила звание доктора педагогических наук, затем стала директором высшей педагогической школы.
После объявления в 1972 году в стране осадного положения организовала митинг протеста, а после того, как столичный университет был занят войсками — перешла на нелегальное положение. Возглавила отдел пропаганды FPL, а в дальнейшем стала вторым человеком в руководстве этой организации.
Была застрелена личным охранником лидера крупнейшей партизанской организации Народные силы освобождения имени Фарабундо Марти (FPL) Сальвадора Каэтано Карпио, одновременно исполняющего обязанности ответственного за внутреннюю безопасность (контрразведку), во время пребывания С. Карпио в Ливии. Это было связано с внутренними дискуссиями руководства FPL о характере интеграции этой и остальных четырех организаций в рамках единого Фронта. Посыпались обвинения в том, что Сальвадор Каэтано Карпио допустил возможность этой трагедии и даже косвенно мог бы быть виновным в этом. Не перенеся обвинений, он совершил самоубийство в собственном доме, оставив записку. Этот инцидент сильно эксплуатировался правительственной антиповстанческой пропагандой с целью дискредитации как FPL, так и повстанцев в целом.
После этой трагедии фактическим руководителем ФНОФМ стал лидер другой повстанческой организации, «Революционная армия народа» (ERP), Хоакин Вильялобос.
Похоронена в Манагуа.

## Память
- её именем была названа площадь в Манагуа[1]